# Lisa Buckwitz
Lisa Marie Buckwitz (Berlín, 2 de diciembre de 1994) es una deportista alemana que compite en bobsleigh en las modalidades individual y doble.
Participó en dos Juegos Olímpicos de Invierno, obteniendo una medalla de oro en Pyeongchang 2018, en la prueba doble (junto con Mariama Jamanka), y el cuarto lugar en Pekín 2022, en la misma prueba.
Ganó seis medallas en el Campeonato Mundial de Bobsleigh entre los años 2017 y 2025, y seis medallas en el Campeonato Europeo de Bobsleigh entre los años 2016 y 2025.

## Palmarés internacional
| Juegos Olímpicos   | Juegos Olímpicos             | Juegos Olímpicos  | Juegos Olímpicos |
| Año                | Lugar                        | Medalla           | Prueba           |
| ------------------ | ---------------------------- | ----------------- | ---------------- |
| 2018               | Pyeongchang (Corea del Sur)  | Medalla de oro    | Doble            |
| Campeonato Mundial |                              |                   |                  |
| Año                | Lugar                        | Medalla           | Prueba           |
| 2017               | Königssee (Alemania)         | Medalla de plata  | Equipo           |
| 2023               | Sankt Moritz (Suiza)         | Medalla de plata  | Doble            |
| 2023               | Sankt Moritz (Suiza)         | Medalla de bronce | Individual       |
| 2024               | Winterberg (Alemania)        | Medalla de oro    | Doble            |
| 2024               | Winterberg (Alemania)        | Medalla de bronce | Individual       |
| 2025               | Lake Placid (Estados Unidos) | Medalla de bronce | Doble            |
| Campeonato Europeo |                              |                   |                  |
| Año                | Lugar                        | Medalla           | Prueba           |
| 2016               | Sankt Moritz (Suiza)         | Medalla de bronce | Doble            |
| 2018               | Igls (Austria)               | Medalla de plata  | Doble            |
| 2022               | Sankt Moritz (Suiza)         | Medalla de oro    | Doble            |
| 2024               | Sigulda (Letonia)            | Medalla de oro    | Individual       |
| 2025               | Lillehammer (Noruega)        | Medalla de bronce | Individual       |
| 2025               | Lillehammer (Noruega)        | Medalla de bronce | Doble            |